# Harry Olympio
Harry Octavianus Olympio est un homme politique togolais et le président national du Rassemblement pour le soutien à la démocratie et au développement (en) (RSDD).

## Première période au gouvernement, litige sur les attentats de 2000
Olympio, le cousin du président de l'Union des forces pour le changement (UFC) , Gilchrist Olympio, a été nommé ministre de la promotion de la démocratie et de l'État de droit en 1998; en raison de son acceptation d'un poste au sein du gouvernement, il a été largement considéré comme un traître par l'opposition. Après qu'Amnesty International a publié un rapport en mai 1999 alléguant que des centaines de partisans de l'opposition avaient été tués à la suite de l'élection présidentielle controversée de juin 1998 (en), Olympio a critiqué le rapport comme étant « caractérisé par sa frivolité » ; il a déclaré qu'une enquête devrait être menée sous les auspices des Nations Unies et de l'Organisation de l'unité africaine[réf. nécessaire].
Il était également à la tête du Comité mixte de suivi, impliqué dans les préparatifs d'élections parlementaires prévues, lorsque, le 5 mai 2000, il aurait été victime d'une attaque près de son bureau à Lomé. Selon une enquête officielle sur cette attaque, il a organisé l'attaque contre lui-même, assisté de son frère Antonio Olympio. Olympio a nié cette accusation, mais le 16 juin 2000, son limogeage en tant que ministre de la Promotion de la démocratie et de l'État de droit a été annoncé. Certains soupçonnent que l’attaque était en réalité l’œuvre des forces de sécurité[réf. nécessaire].

## Arrestation en 2001
En 2001, Olympio a été arrêté et condamné à l'issue d'un procès « gravement entaché d'irrégularités » pour production et possession d'explosifs. Il a été condamné à 18 mois de prison et à une amende de 500 dollars (360 000 francs CFA ) ; cependant, le président Gnassingbé Eyadéma l'a gracié en 2001.

## Élections parlementaires de 2002, deuxième mandat au gouvernement
Le RSDD a participé aux élections parlementaires d'octobre 2002 (en), malgré le boycott de l'opposition ; Olympio a déclaré que « les dirigeants de l'opposition traditionnelle sont à court d'idées nouvelles et doivent se retirer ». Olympio a été de nouveau nommé au gouvernement en tant que ministre chargé des Relations avec le Parlement le 3 décembre 2002 . Il a été maintenu à ce poste dans le gouvernement nommé le 29 juillet 2003, mais il a rapidement démissionné le 4 août, affirmant qu'il avait déjà clairement fait savoir au Premier ministre Koffi Sama, avant l'annonce du nouveau gouvernement, qu'il n'était pas disposé à rester à son poste précédent et qu'il ne servirait au gouvernement que si on lui donnait « l'opportunité d'œuvrer pour la paix et la réconciliation nationale ». Il a été suggéré qu’il aurait souhaité le poste de ministre de la Justice, avec la responsabilité combinée de la réconciliation nationale.

## Élection présidentielle de 2005
Après le décès du président Eyadéma en février 2005, Olympio a annoncé à la mi-mars qu'il serait candidat à l'élection présidentielle d'avril 2005. Bien que la principale coalition d'opposition se soit unie derrière la candidature d'Emmanuel Bob-Akitani de l'UFC, Olympio a déclaré que « la lutte pour le changement est représentée par un leadership dynamique et jeune », et non, en référence à l'âge de Bob-Akitani, « l'image d'un vieil homme qui n'est pas capable de courir une course effrénée ». Olympio a reçu 0,55 % des voix nationales selon les résultats finaux officiels, se classant quatrième et dernier.

## Attentat à la bombe de 2006
En mars 2006, Olympio a été recherché en lien avec une prétendue attaque au cocktail Molotov contre le siège de la police.